# Limonium tuberculatum
Limonium tuberculatum är en triftväxtart som först beskrevs av Pierre Edmond Boissier, och fick sitt nu gällande namn av Carl Ernst Otto Kuntze. Limonium tuberculatum ingår i släktet rispar, och familjen triftväxter. Inga underarter finns listade i Catalogue of Life.

## Bildgalleri

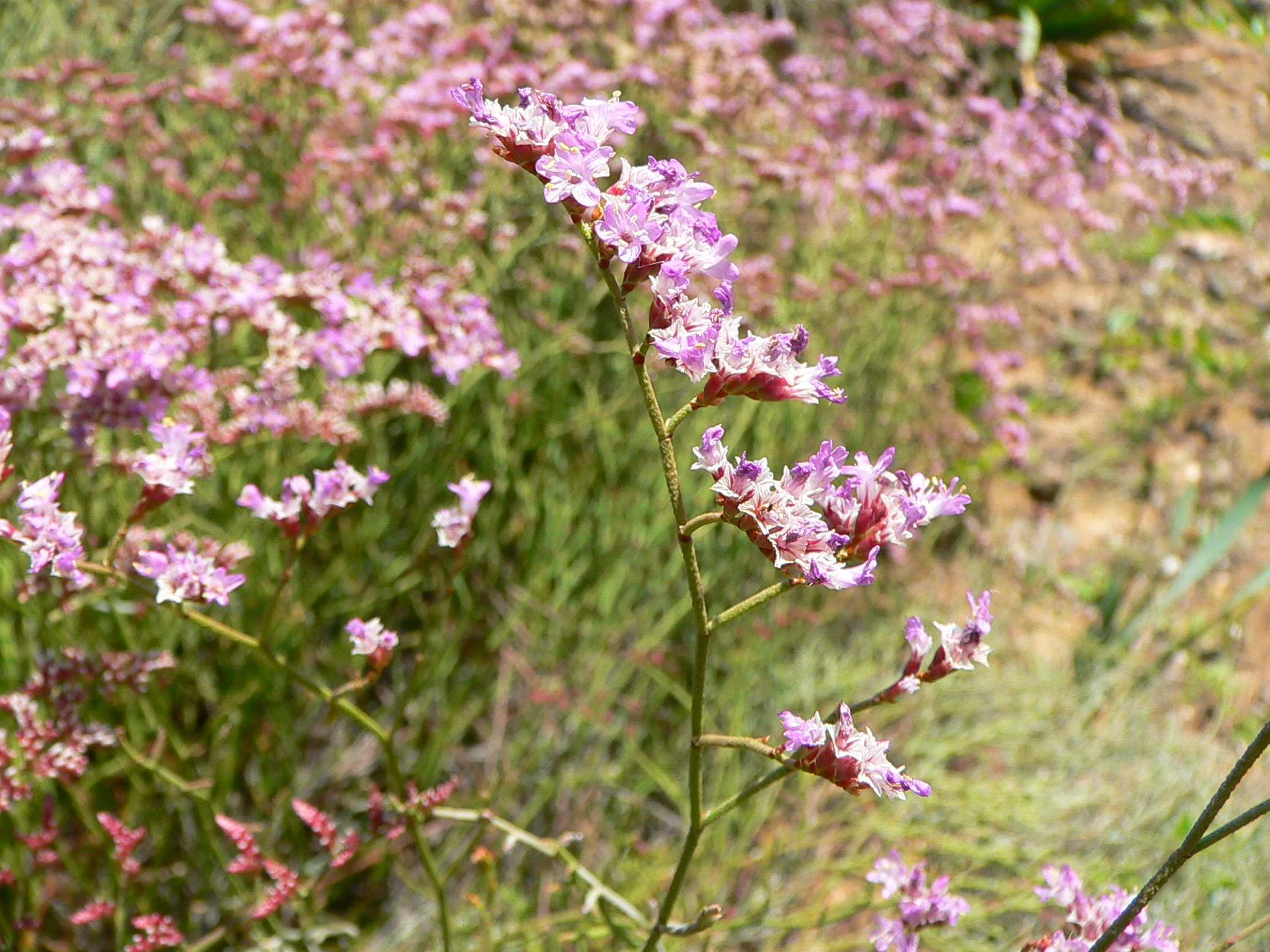
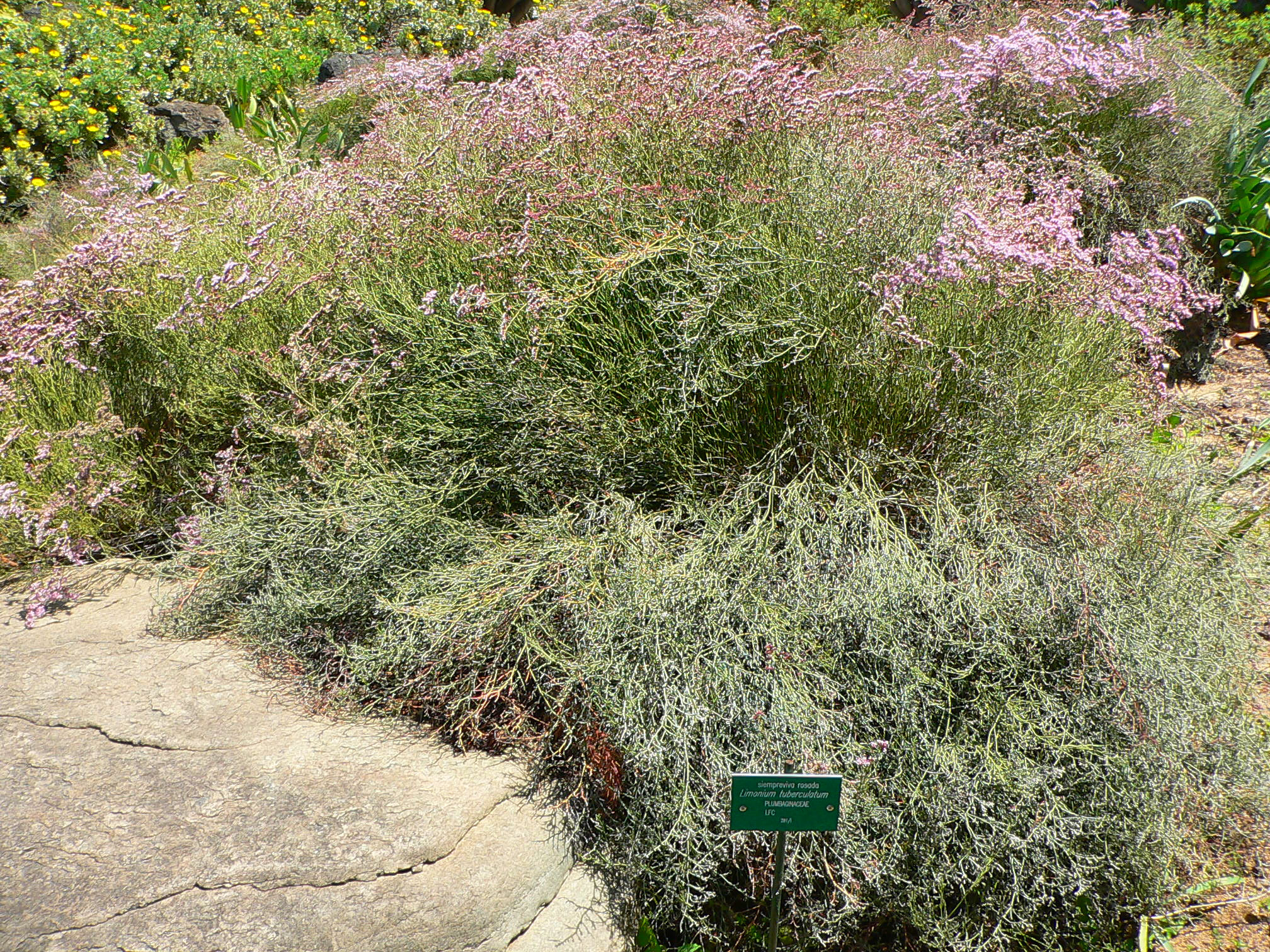